# Club 27
A Club 27 (vagy 27-es Klub, 27 Club, 27-esek Klubja) népszerű utalás – elsősorban az amerikai popkultúrában – a 27 éves korukban, gyakran rejtélyes körülmények között elhunyt rock- és blues-zenészekre. Városi legendaként tartja magát ez a mítosz, hogy 27 évesen többen halnak meg a híres zenészek közül, mint más életkorban. Statisztikailag ez azonban nem igazolható, nincs magasabb halálozási aránya ennek az életkornak közöttük, mint akár a 25 vagy 32 éves korukban elhunytaknak, bár tény, hogy a hírnév valamelyest növeli az esélyét, hogy kevesebben érik meg az időskort.

## A klub „eredeti” tagjai
- Robert Johnson (1911. május 8. – 1938. augusztus 16.) – A delta blues legendás alakja, számos világhírű zenészt és zenekart (például Bob Dylan, Eric Clapton, Led Zeppelin, Cream, The Rolling Stones stb.) inspirált (születésének éve vitatott, így az egyetlen „nem egyértelmű” tagja a klubnak)
- Brian Jones (1942. február 28. – 1969. július 3.) – A The Rolling Stones alapító tagja, gitárosa – máig tisztázatlan körülmények között saját medencéjébe fulladt bele.
- Jimi Hendrix (1942. november 27. – 1970. szeptember 18.) (The Jimi Hendrix Experience) – vélhetően az előző este elfogyasztott alkohol és az arra beszedett altatók hatására saját hányásába fulladt bele. (halálának körülményei máig vitatottak)
- Janis Joplin (1943. január 19. – 1970. október 4.) – Herointúladagolás
- Jim Morrison (1943. december 8. – 1971. július 3.) – A Doors együttes énekese – máig tisztázatlan körülmények között saját fürdőkádjában érte a halál, a hivatalos jelentés szerint szívelégtelenségben hunyt el. Kevesen látták a testet, boncolás nélkül, hamar eltemették a párizsi Pére Lachaise temetőben.
- Kurt Cobain (1967. február 20. – 1994. április 5.) – a Nirvana énekes gitárosa – öngyilkosság (vitatott körülmények között)

A klub később kevésbé ismert tagokkal, illetve nem zenészekkel is bővült.

## Más ismert zenészek, akik 27 évesen haltak meg
- Valentín Elizalde (1979. február 1. - 2006. november 25.) posztumusz Grammy-díjra jelölt mexikói énekes. A Mexikóban dúló drogháború egyik ártatlan áldozata.
- Louis Chauvin (1881. március 13. – 1908. március 26.) amerikai ragtime-zenész.
- Jesse Belvin (1932. december 15. – 1960. február 6.) amerikai R&B-énekes, zongorista és dalszerző.
- Rudy Lewis
- Malcolm Hale
- Alan "Blind Owl" Wilson (1943. július 4. – 1970. szeptember 3.) a Canned Heat amerikai blues együttes frontembere.
- Linda Jones (1944. december 14. – 1972. március 24.) amerikai soul-énekes.
- Leslie Harvey (1944. szeptember 13. – 1972. május 3.) számos skót együttes gitárosa.
- Ron "Pigpen" McKernan (1945. szeptember 8. – 1973. március 8.) a Grateful Dead alapító tagja.
- Pamela Courson (1946. december 22. – 1974. április 25.) Jim Morrison élettársa.
- Dave Alexander (1947. június 3. – 1975. február 10.) amerikai zenész, a The Stooges basszusgitárosa.
- Peter Ham (1947. április 27 – 1975. április 24.) walesi énekes, dalszerző és gitáros, a Badfinger frontembere.
- Gary Thain (1948. május 15. – 1975. december 8.) rockzenész, az Uriah Heep brit együttes tagja.
- Helmut Köllen (1950. március 2. - 1977. május 3.) német zenész.
- Chris Bell (1951. január 12. – 1978. december 27.) amerikai énekes, dalszerző és gitáros.
- D. Boon (1958. április 1. – 1985. december 23.) amerikai énekes, dalszerző és gitáros.
- Jean-Michel Basquiat (1960. december 22. – 1988. augusztus 12.) amerikai graffitiművész.
- Pete de Freitas (1961. augusztus 2. – 1989. június 14.) zenész és producer, az Echo & the Bunnymen dobosa.
- Mia Zapata (1965. augusztus 25. – 1993. július 7.) a The Gits punkegyüttes frontembere.1993-ban hazafelé tartott, mikor gyilkosság áldozata lett.
- Kristen Pfaff (1967. május 26. – 1994. június 16.) amerikai basszusgitáros, a Hole együttes tagja.
- Richey James Edwards (1967. december 22 - halottnak nyilvánítva 1995. február 1.) walesi zenész, a Manic Street Preachers alternatív rock együttes gitárosa és szövegírója.
- Fat Pat (1970. december 4. – 1998. február 3.) amerikai rapper.
- Freaky Tah (1971. május 4. – 1999. március 28.) amerikai rapper.
- Sean Patrick McCabe
- Jeremy Michael Ward (1976. május 5. – 2003. május 25.) a The Mars Volta hangmérnöke.
- Bryan Ottoson
- Levi Kereama
- Orish Grinstead
- Jonathan Brandis
- Maria Serrano (1973. november 26. - 2001. november 24.) a Passion Fruit lánycsapat egyik énekesnője volt, repülőgép-balesetben hunyt el.
- Amy Winehouse (1983. szeptember 14. – 2011. július 23.) hatszoros Grammy-díjas, angol soul-, jazz-, és rhythm and blues-énekesnő és dalszövegíró. A lakásában találtak rá holtan, alkoholmérgezésben halt meg.
- Kim Dzsonghjon (1990. április 8. – 2017. december 18.) A koreai SHINee énekese volt. Eszméletlenül találtak rá a lakásában, bevitték a kórházba, de már nem tudtak rajta segíteni, szén-monoxid mérgezésben halt meg.[2]
- Cha In-ha (1992. július 15. – 2019. december 2.) A koreai Surprise U tagja; színész volt.
- Benjamin Keough (1992. október 21. – 2020. július 12.) Elvis Presley unokája aki énekesi karrierje előtt állt. Öngyilkosságra gyanakodnak de még pontosan nem tudni hogyan vesztette életét.
- Fredo Santana (1990. július 4. – 2018. január 19.) chicagói Drill / Trap rapper, Chief Keef idősebbik unokatestvére.

Magyar vonatkozás:
Soós Imre (Balmazújváros, 1930. február 12. – Budapest, 1957. június 20.)